# Вазія
Вазія (італ. Vasia, ліг. Vaxìa) — муніципалітет в Італії, у регіоні Лігурія,  провінція Імперія.
Вазія розташована на відстані близько 440 км на північний захід від Рима, 95 км на південний захід від Генуї, 9 км на північний захід від Імперії.
Населення — 400 осіб (2014).
Щорічний фестиваль відбувається 17 січня. Покровителі — святий Антоній Великий.

## Демографія
Населення за роками:

Станом на 1 січня 2023 року в муніципалітеті офіційно проживало 57 іноземців з 20 країн, серед них 27 громадян країн Євросоюзу та 6 громадян України.

## Сусідні муніципалітети
- Боргомаро
- Дольчедо
- Імперія
- Лучинаско
- Понтедассіо
- Прела